# Sertularella catena
Sertularella catena is een hydroïdpoliep uit de familie Sertulariidae. De poliep komt uit het geslacht Sertularella. Sertularella catena werd in 1888 voor het eerst wetenschappelijk beschreven door Allman. 